# Jibanananda Das
Jibanananda Das (Barisal, 1899 – Calcutta, 1954) è stato un poeta indiano, di etnia bengalese.
Si distinse nettamente dai predecessori (tra cui Rabindranath Tagore) a livello stilistico, in quanto si avvicinò alla poesia avanguardistica europea, prendendo le distanze dai canoni della tradizione poetica indiana e bengalese per creare stilemi innovativi. Nelle sue opere Das espresse una personalità poetica tormentata, legata spesso alla vita quotidiana del proprio popolo. 
Ha raccolto i propri versi in alcune raccolte, tra cui Banalata Sen, pubblicata nel 1942.